# El poeta de la balada
El Poeta de la Balada es el noveno álbum recopilatorio de José Luis Perales, mezclados sus temas de Hispavox Music(Por si quieres Conocerme, Tiempo de otoño, Nido de Águilas, Entre el Agua y el Fuego, El Pregon) con Sony Music(Álbum Mis 30 Mejores Canciones, Sueño de Libertad, América y Con el Paso del Tiempo)

## Temas
- Y¿Cómo es Él? (EMI) 4:13
- El Amor (EMI) 4:23
- Te Quiero (EMI) 3:54
- La Primera vez (Sony Music) 3:39
- Si... (EMI) 3:41
- Quisiera decir tu Nombre (Sony Music/EMI) 4:40
- Cuando Vuelvas (Sony Music/EMI) 3:46
- Dime (EMI) 4:01
- América (Sony Music) 5:13
- Me gusta la palabra Libertad (Sony Music) 4:36
- Un velero llamado Libertad (EMI) 3:49
- Me LLamas (EMI) 4:50
- Ella y ÉL (EMI) 3:31
- Una Locura (Sony Music) 4:17
- Canción para la Navidad (EMI) 3:56
- Que canten los Niños (Sony Music) 4:44
- Canción de otoño (Sony Music/EMI)4:37

- Datos: Q5826190